# 완전 정보

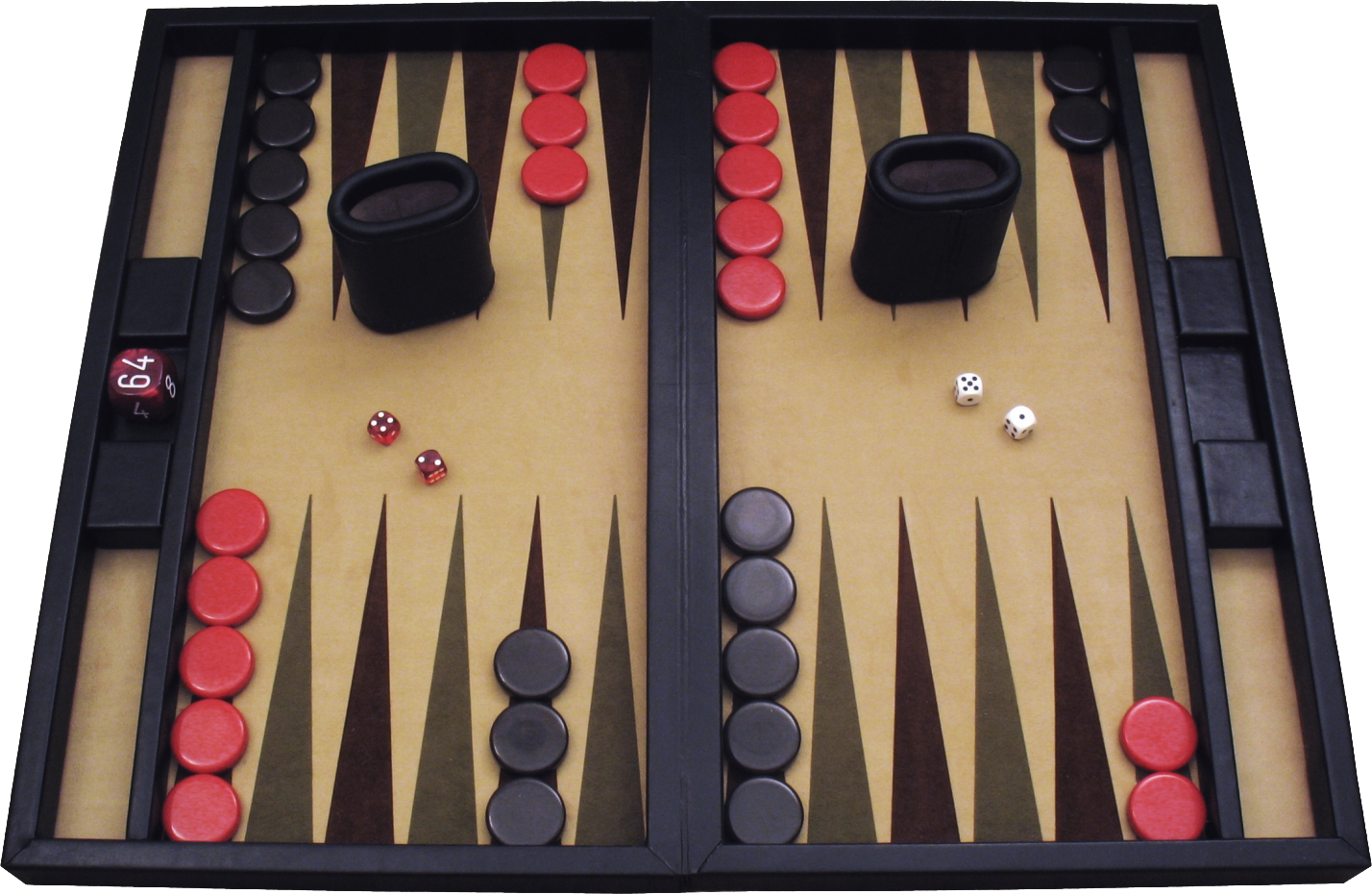

경제학에서 완전 정보(영어: perfect information)는 완전 경쟁이 가지는 성질 중 하나로서, 시장에서는 모든 판매자와 구매자가 시장 가격, 효용, 비용함수에 대한 완전하고 즉각적인 정보를 가지고 있다는 의미이다.
게임 이론에서 다루는 순차적 게임에서는 각 참가자가 게임 상의 모든 상태 및 변화를 언제나 모두 알 수 있다는 의미가 된다. 또한 그러한 성질을 가진 게임을 "완전 정보 게임"이라 일컫는다. 체스나 바둑의 경우 각 수가 두어질 때마다 양측 참여자가 이를 알 수 있으므로 완전 정보 게임인 한편, 포커와 같은 카드게임은 한쪽 참가자가 볼 수 있는 패를 다른 참가자가 볼 수 없으므로 완전 정보 게임이 아니다.
순차적이고 숨겨진 정보가 없으나 우연에 의존하는 사건을 포함하는 게임, 예컨대 주사위를 굴려 진행하는 보드게임과 같은 게임들을, 양쪽에 정보가 알려져 있지 않다는 이유로 완전 정보 게임에 포함하지 않는 연구자들도 있다. 같은 이유로 순차적이지 않은 동시적 게임도 완전 정보 게임으로 간주되지 않을 수 있다.
각 참여자가 공통 지식(common knowledge)을 가진다는 성질인 완비 정보(complete information)와는 일치하지 않는 경우도 있어 서로 다른 개념이다.

## 같이 보기
- 정보 비대칭
- 전개형 게임
- 조합론적 게임 이론